# Colin Donnell
Colin Donnell (ur. 9 października 1982 w Saint Louis) – amerykański aktor i piosenkarz, najbardziej znanym ze swoich występów jako Billy Crocker w Anything Goes, Tommy Merlyn z serialu Arrow, Scotty Lockhart w The Affair i jako dr Connor Rhodes w Chicago Med (2015–2019).

## Wczesne życie i edukacja
Colin Donnell urodził się w Saint Louis, w stanie Missouri jako najmłodszy z trzech chłopaków. Ma irlandzkie  i francuskie pochodzenie. Grał na gitarze i pobierał lekcje śpiewu, gdy miał 17 lat. Jego wprowadzenie na scenę odbyło się w liceum, gdzie był częścią chóru, w tle żonglując i wykonując sztuczki cyrkowe, co doprowadziło do bycia częścią jego pierwszej szkoły produkcja muzyczna Barnum. Donnell ukończył Indiana University w 2005 r..

## Kariera
Donnell brał udział w wielu krajowych trasach koncertowych, takich jak Mamma Mia! i Wicked. Jego pierwszy spektakl Broadway (teatr) wystąpił w Jersey Boys jako Hank Mejewski. Inne filmy sceniczne to: Follies, Meet Me In St. Louis, Anything Goes, za które był nominowany do nagrody Drama Desk Award, Johnny Baseball i wielu innych. Donnell zadebiutował w telewizji, grając Mike’a Ruskina w serialu telewizyjnym Pan Am. W 2012 roku Donnell został obsadzony jako Tommy Merlyn w serialu telewizyjnym Arrow, jednak opuścił serię po pierwszym sezonie, gdy jego postać została zabita. Pojawiał się sporadycznie w późniejszych sezonach. Donnell wcielił się także w postać Tommy’ego Earth-X w specjalnym crossoveru oraz Human Target udając swoją postać pod koniec sezonu szóstego.  Donnell powróci jako gość ósmego i ostatniego sezonu serialu.
W lipcu i sierpniu 2013 roku Donnell wystąpił jako Berowne w muzycznej adaptacji Stracone zachody miłości Shakespeare’a.
W styczniu 2014 roku ogłoszono, że Donnell został obsadzony jako Monty w musicalu Broadway z lat 60. XX wieku, obok Suttona Fostera i Joshua Henry’ego; zapowiedzi rozpoczęły się 28 marca, a program oficjalnie rozpoczął się 20 kwietnia. Również w kwietniu Donnell dołączył do obsady koncertu Bright Lights, Big City, który został wykonany 16 czerwca 2014 r. W lipcu Donnell został obsadzony, aby zagrać brata Joshua Jacksona w oryginalnym dramacie The Affair.
W listopadzie 2014 roku Donnell dołączył do obsady Broadway Sings P! NK, która odbyła się 19 i 25 stycznia 2015 r. W tym samym miesiącu dołączył do obsady musicalu Lady, Be Good. Program trwał siedem występów, od 4 do 8 lutego 2015 r.
Wystąpił także jako mąż Elizabeth Banks w thrillerze kryminalnym Every Secret Thing, który ukazał się 15 maja 2015 r.
W marcu 2015 roku Donnell dołączył do serialu Love Is A Four Letter Word grając Sean, partnera agencji reklamowej. Program został przekazany. Donnell następnie dostał rolę w serii NBC, Chicago Med, grając lekarza w chirurgii urazowej. 19 kwietnia 2019 roku ogłoszono, że Donnell opuszcza serial po czterech sezonach.

## Życie osobiste
Donnell zaczął umawiać się z aktorką Patti Murin w 2013 roku po tym, jak wystąpili w muzycznej adaptacji Stracone zachody miłości. Zaręczyli się w grudniu 2014 r. i pobrali się 19 czerwca 2015 r. w Nowym Jorku.
Donnell jest miłośnikiem literatury i muzykiem. Ma dwa tatuaże ze swoich wycieczek – jeden z Memphis i jeden z Dayton, które są pięcioma sylwetkami ptaków reprezentujących jego rodzinę i Fleur De Lis, ponieważ jego matka jest Francuzką.